# Ивонин, Алексей Максимович
Алексе́й Макси́мович Иво́нин (род. 20 января 1958, Зуи, Кировская область) — российский политический и государственный деятель. Председатель Законодательного собрания Кировской области (2011—2016). Жена Ивонина Алевтина Васильевна, двое детей: Ивонин Сергей Алексеевич, Ивонина Ольга Алексеевна. Есть четверо внуков: Ивонин Андрей Сергеевич, Ивонин Александр Сергеевич, Ивонина Полина Вячеславовна, Кривокорытов Егор Вячеславович

## Биография
В 1987 году окончил Кировский сельхозинститут по специальности инженер-механик; в 1991 году — Нижегородский социально-политический институт по специальности политолог; в 1979—1984 годах работал в колхозе имени Жданова шофером, бригадиром, заведующим машинным двором; в 1984—1986 годах был секретарем парткома колхоза; в 1996—1999 годах — начальником цеха АООТ «Кирлесснаб», в 2003—2005 годах — директором ОАО «Зуевский агропромснаб», в 2005—2011 годах — первым заместителем главы администрации Зуевского района, главой администрации.

## Личная жизнь
Женат, есть сын и дочь.